# Thymelicus
Genre
Thymelicus est un genre paléarctique de lépidoptères (papillons) de la famille des Hesperiidae et de la sous-famille des Hesperiinae.

## Taxonomie
Le genre Thymelicus a été décrit par l'entomologiste allemand Jakob Hübner en 1819.
Son espèce type est Papilio acteon Rottemburg, 1775.
Il admet pour synonymes : 
- Adopoea Billberg, 1820
- Pelion Kirby, 1858

## Liste des espèces
D'après Funet : 
- Thymelicus acteon (Rottemburg, 1775) — l'Hespérie du chiendent
- Thymelicus hamza (Oberthür, 1876) — l'Hespérie maghrébine
- Thymelicus lineola (Ochsenheimer, 1808) — l'Hespérie du dactyle
- Thymelicus sylvestris (Poda, 1761) — l'Hespérie de la houque
- Thymelicus hyrax (Lederer, 1861) — l'Hespérie de Lederer
- Thymelicus alaica (Filipjev, 1931)
- Thymelicus novus (Reverdin, 1916)
- Thymelicus stigma Staudinger, 1886
- Thymelicus leonina (Butler, 1878)
- Thymelicus sylvatica (Bremer, 1861)
- Thymelicus nervulata (Mabille, 1876)

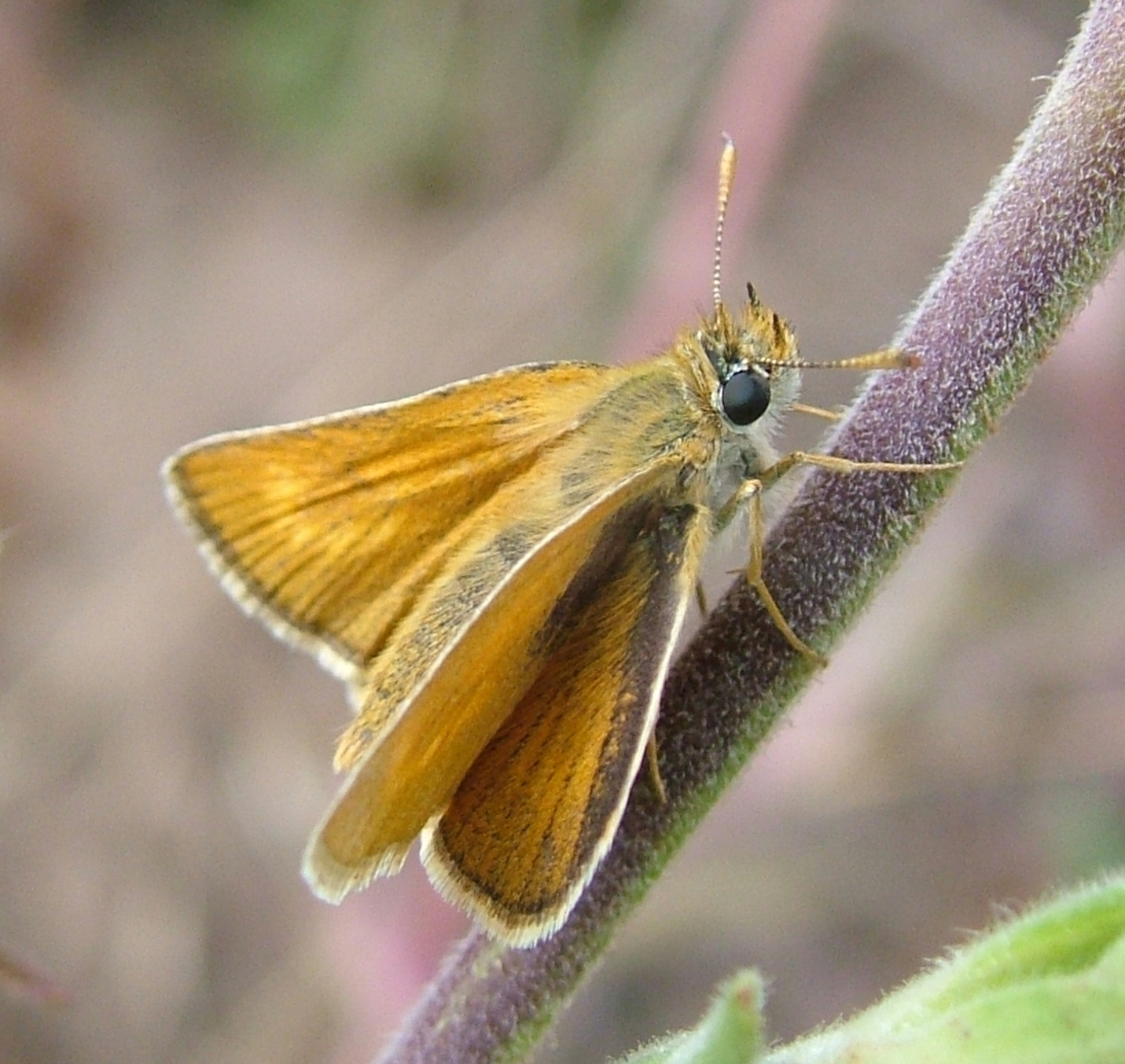
Thymelicus acteon
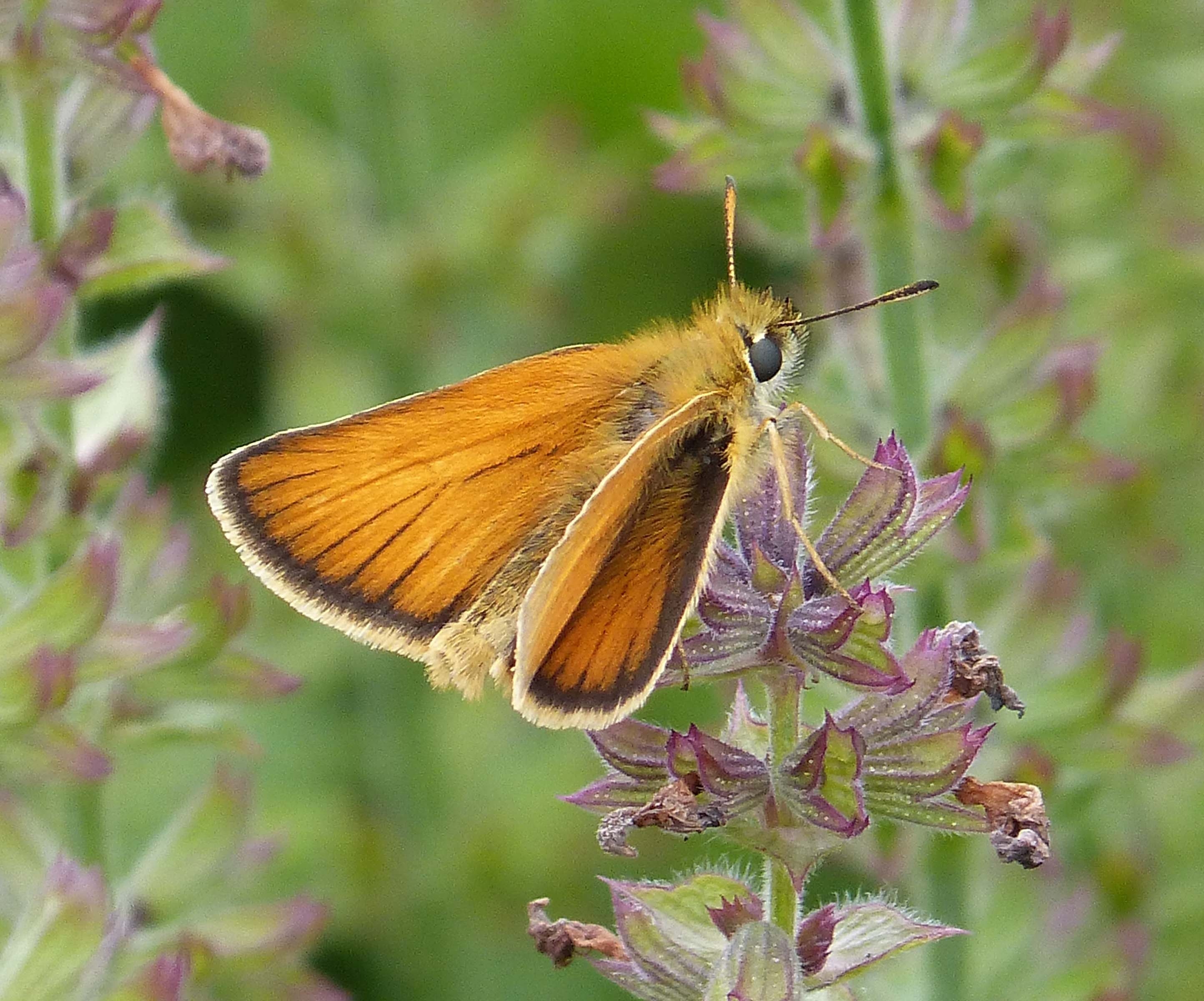
Thymelicus lineola
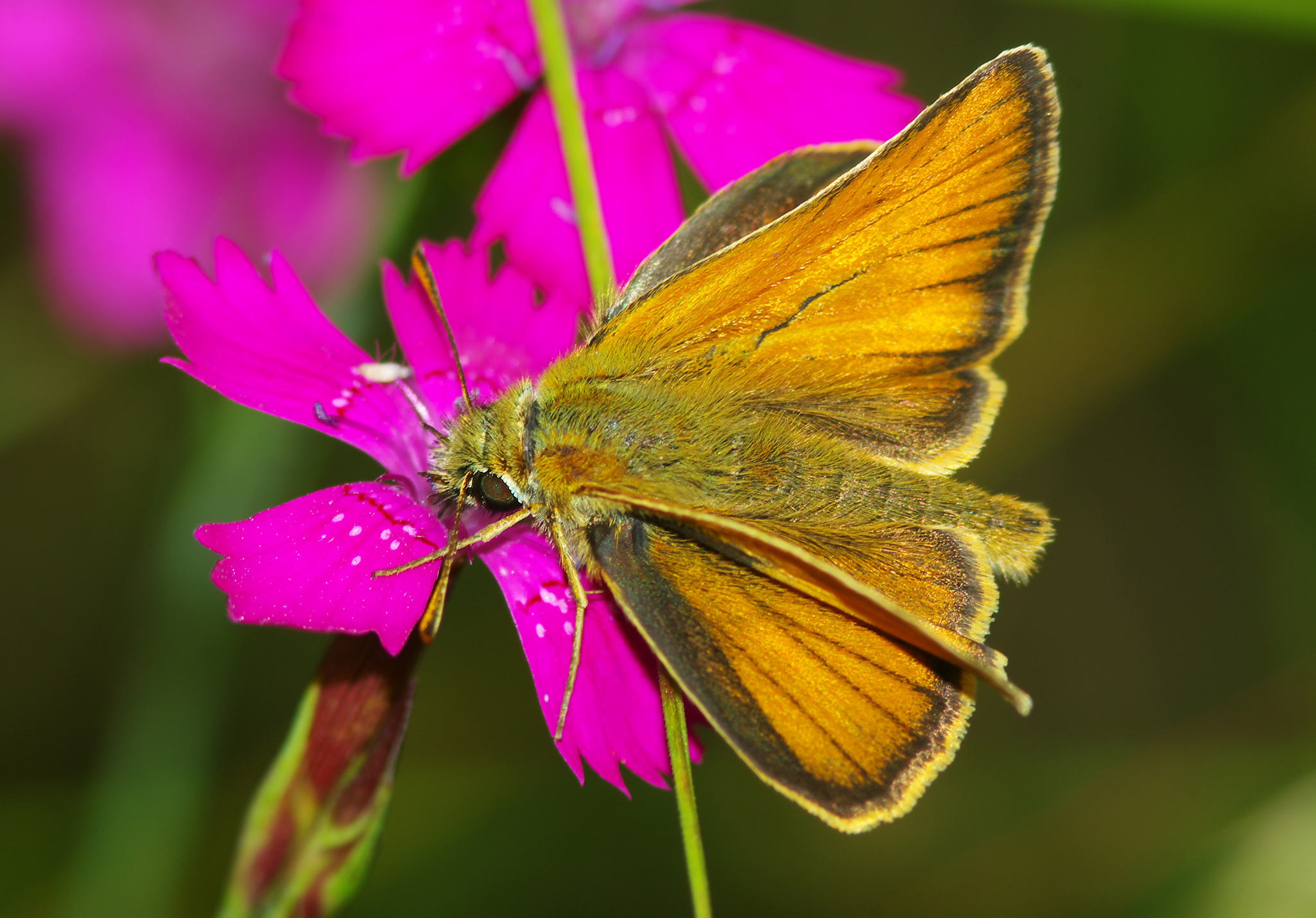
Thymelicus sylvestris
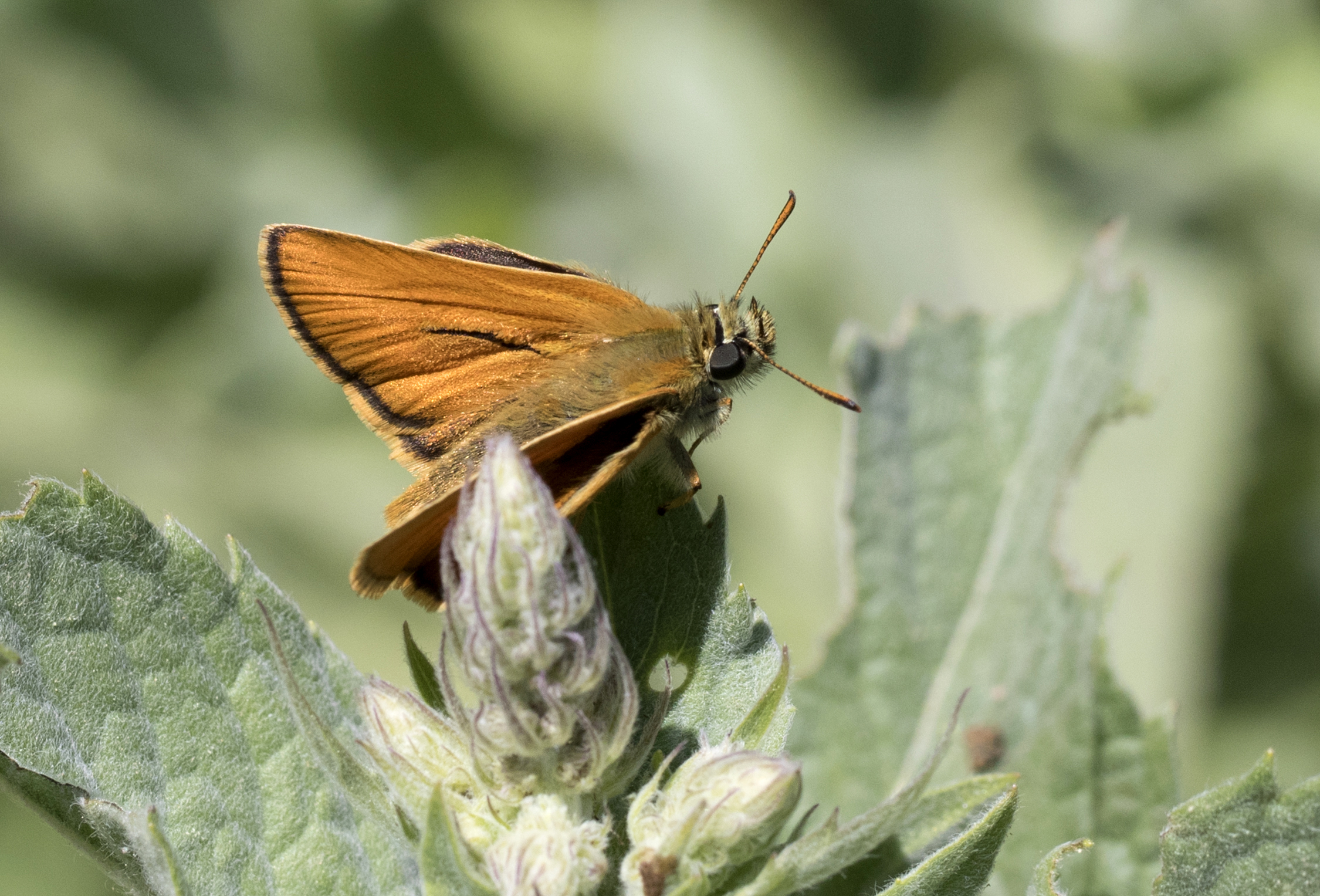
Thymelicus hyrax
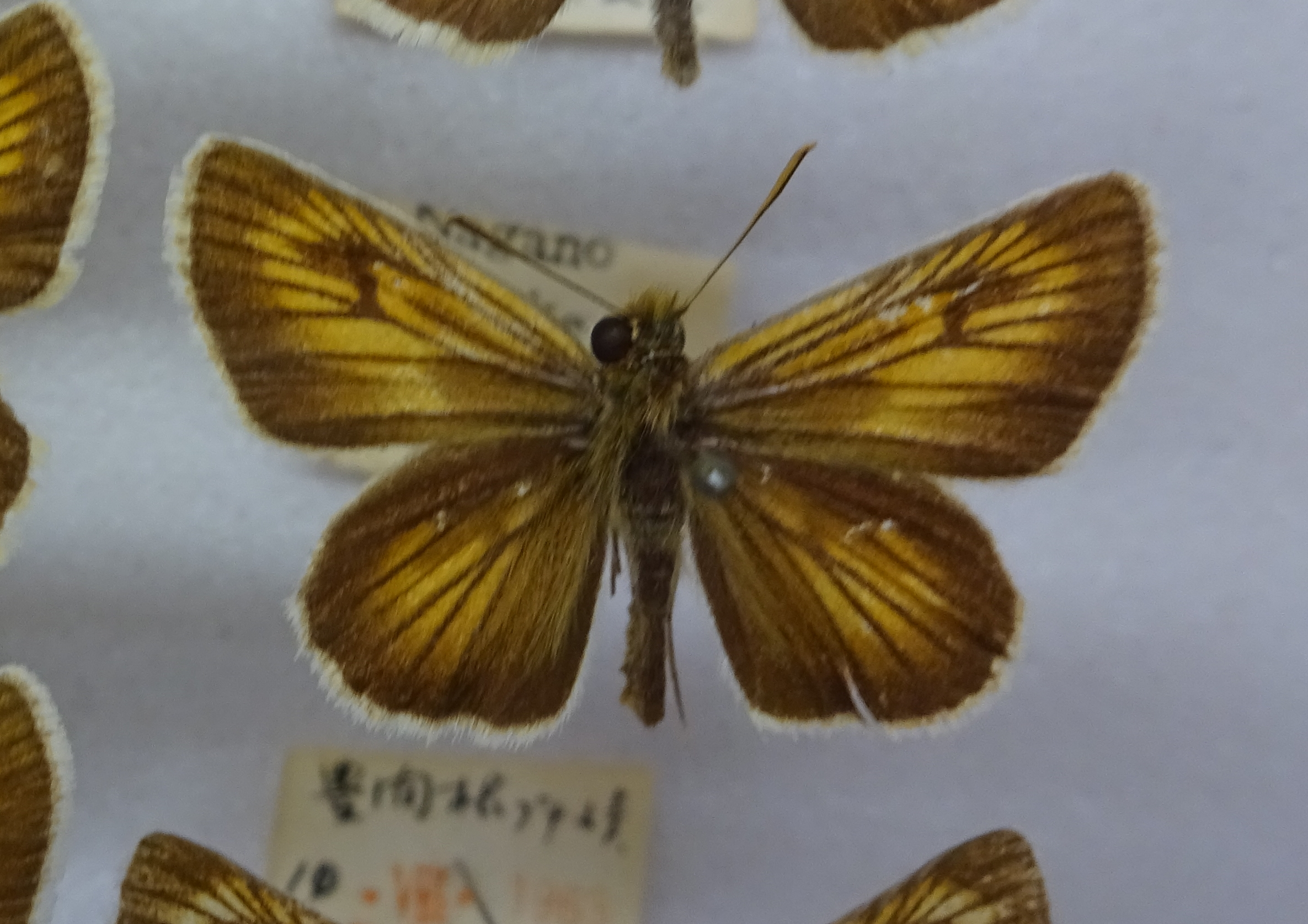
Thymelicus sylvatica

## Distribution géographique
Les espèces du genre Thymelicus sont originaires de l'écozone paléarctique, et l'une d'entre elles (Thymelicus lineola) a été introduite en Amérique du Nord où elle est invasive. 